# Razor (gruppo musicale)
I Razor sono una band speed thrash metal canadese nata nel 1982 a Guelph, Ontario.

## Storia
I Razor si formarono nel 1982 a Guelph, Ontario ad opera di Dave Carlo.
Il gruppo si è sciolto una prima volta nel 1992 per poi riunirsi nel 1997, per la pubblicazione dell'album Decibels. Dopo un nuovo scioglimento la band si è riformata nel 2005 e attualmente sta pensando di dare alle stampe un nuovo album.
Nella loro carriera hanno accompagnato in tour band come Slayer, Motörhead e Venom. L'unico membro della formazione originale ancora presente è il chitarrista Dave Carlo, principale responsabile della stesura dei testi.

## Formazione

### Formazione attuale
- Dave Carlo – chitarra (1984 -)
- Rob Mills – batteria (1988 - 1992), (1998 -)
- Mike Campagnolo – basso (1984 - 1987), (2005 -)
- Bob Reid – voce (1989 -)

### Ex componenti
- Stace "Sheepdog" McLaren – voce (1984 - 1988)
- Jon Armstrong – basso (1991 - 1992), (1997 - 2002)
- Adam Carlo – basso (1988 - 1991), (2003 - 2005)
- Mike "M-Bro" Embro – batteria (1984 - 1987)
- Rich Oosterbosch – batteria (1997)

## Discografia

### Album in studio
- 1985 – Executioner's Song
- 1985 – Evil Invaders
- 1986 – Malicious Intent
- 1987 – Custom Killing
- 1988 – Violent Restitution
- 1990 – Shotgun Justice
- 1991 – Open Hostility
- 1997 – Decibels
- 2022 - Cycle Of Contempt

### Album dal vivo
- 2016 – Live! Osaka Saikou

### Raccolte
- 1994 – Exhumed

### EP
- 1984 – Armed and Dangerous

### Demo
- 1984 – Demo 84
- 1984 – Escape the Fire
- 1992 – Decibels Demo